# Parrasio Micheli

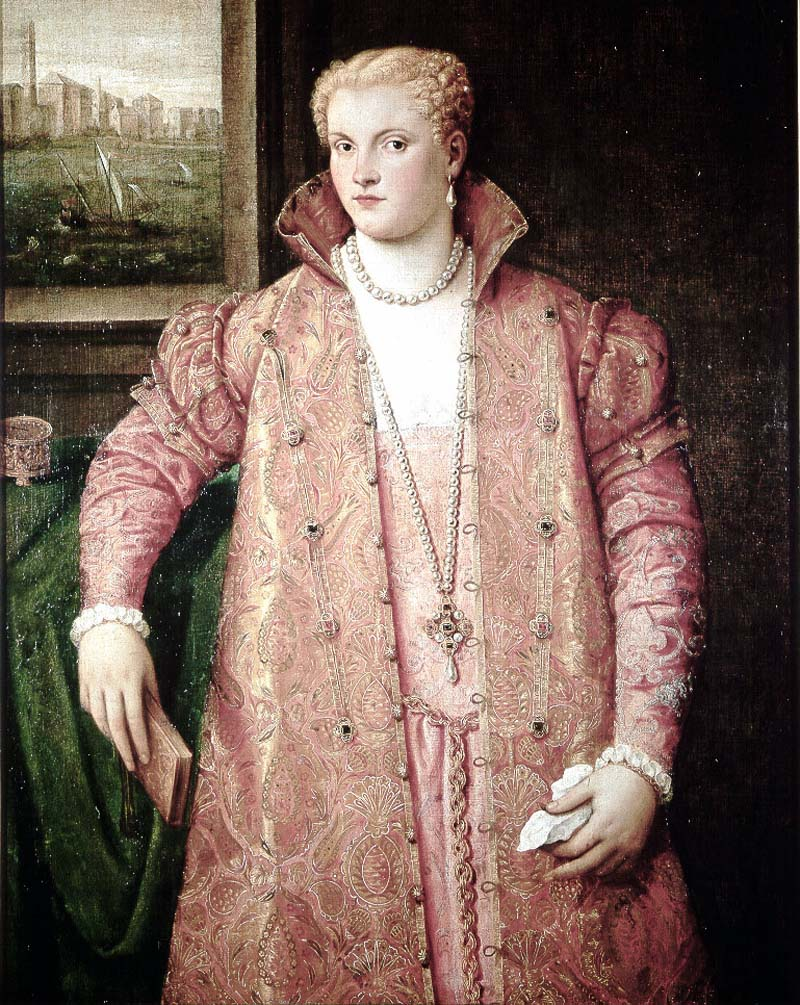
Ritratto femminile, Genova, Galleria di Palazzo Rosso.

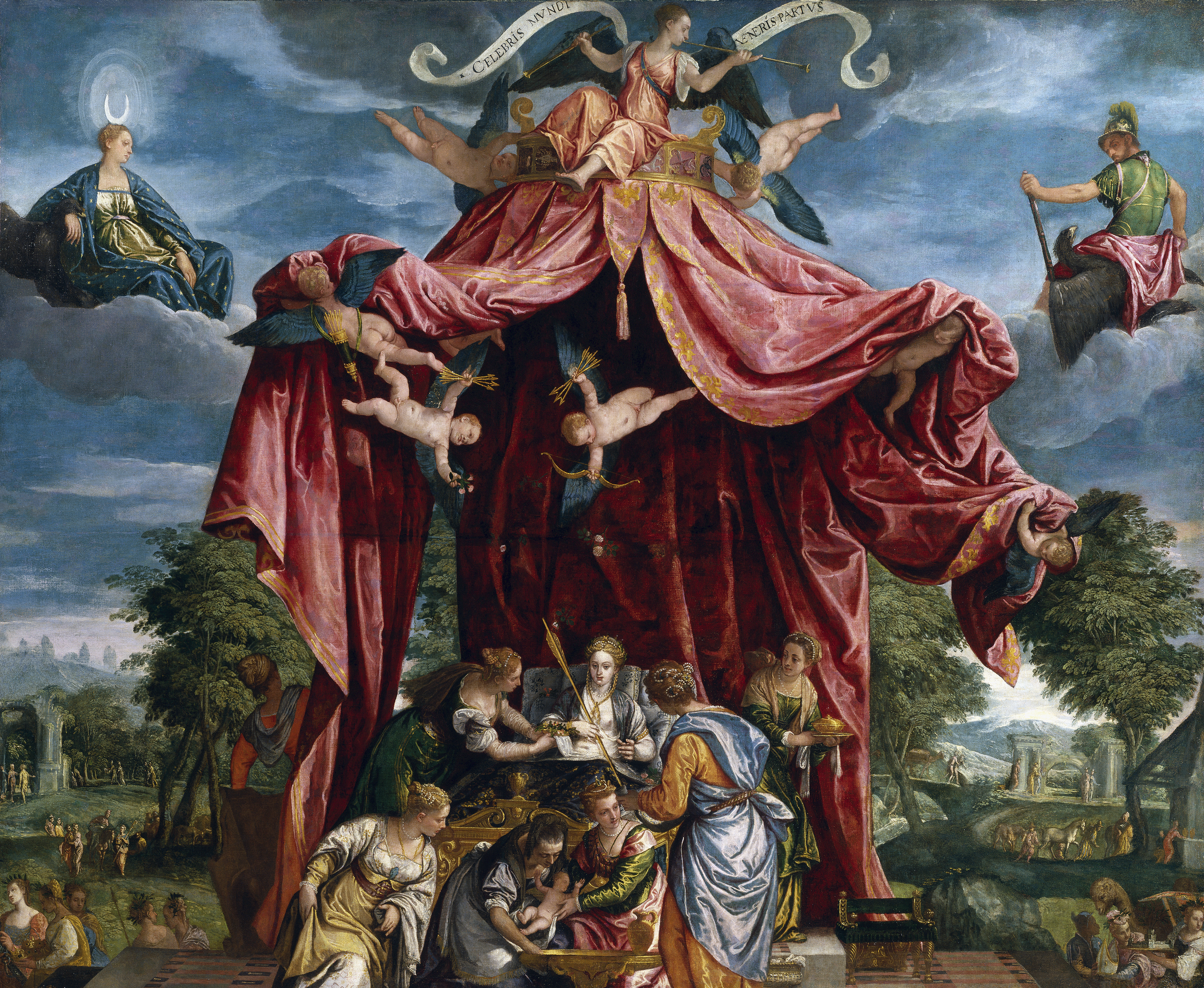
Allegoria della nascita di don Ferdinando di Spagna, Madrid, Museo del Prado.

Parrasio Micheli o Michiel (Venezia, 1516 circa – Venezia, aprile 1578) è stato un pittore italiano.

## Biografia
Figlio di Salvador, apparteneva alla famiglia patrizia dei Michiel (la versione "Micheli" del cognome è quella che lui stesso preferiva).
Difficile ricostruire i suoi esordi in campo artistico dato che non ci sono pervenute opere precedenti agli anni 1550. Secondo alcuni, fu profondamente influenzato dal Tiziano di cui sarebbe stato amico, e Carlo Ridolfi lo dimostrerebbe citando un rapporto epistolare tra i due (di cui oggi non resta traccia). Ad avvalorare questa affermazione, una missiva in cui Pietro Aretino lo definisce «de l'unico Tiziano fattura», mentre in un'altra inviata a Filippo II di Spagna il Micheli indica proprio il grande pittore come suo punto di riferimento.
Queste e altre epistole mostrano come fosse pienamente inserito negli ambienti culturali veneziani. Particolarmente significative per tracciare la sua formazione, una lettera di Andrea Calmo, che accenna a un suo soggiorno a Roma precedente al 1547, e un'altra di Girolamo Parabosco, che si complimentava per una sua Lucrezia; secondo Hadeln e altri studiosi successivi, questo dipinto andrebbe identificato con una tela della collezione Mond di Londra e costituirebbe il primo lavoro noto del pittore.
In tempi più tardi cominciò a imitare lo stile del Veronese; questo, assieme alla scarsità di lavori documentati pervenutaci, crea non poche difficoltà alla definizione del corpus delle sue opere. L'attuale catalogo, infatti, necessita di un'approfondita revisione: comprende dipinti tra loro incompatibili e attribuzioni sulla scorta di basi assai fragili. Come già accennato, solo i lavori datati dal sesto decennio del secolo in poi possono essergli assegnati con sicurezza.
Nel 1550-51 si collocherebbe il San Lorenzo, oggi nell'omonima chiesa vicentina ma un tempo nel palazzo dei Camerlenghi a Venezia. La datazione viene suggerita dal fatto che il committente fosse Lorenzo Loredan, che il 6 luglio 1550 venne eletto per sedici mesi ufficiale della Camera degli imprestidi con sede nel palazzo citato; durante il mandato era usanza per i magistrati contribuire alla decorazione della loro sede.
Per lo stesso edificio era destinata anche la tela con i Santi Marco e Vincenzo (attualmente proprietà delle Gallerie dell'Accademia ma esposta alla Fondazione Giorgio Cini), realizzata per Marcantonio Venier e Vincenzo Cappello come testimoniano gli stemmi e le iniziali riportate nell'opera; va datata 1555-56, periodo in cui i due furono ufficiali della Camera degli imprestidi. I volti dei due soggetti, vicini allo stile tizianesco, hanno fisionomie molto caratterizzate e potrebbero essere i ritratti dei committenti.
Nel 1563, mentre era doge Girolamo Priuli, ebbe il compito da parte dei Provveditori al sal di dipingere un telero con Il doge Lorenzo Priuli, dieci senatori e le personificazioni della Fortuna e di Venezia, da destinare alla sala del Collegio nel palazzo ducale. Fu collocato in questa sede nel 1569 e fu ben remunerato (225 ducati), dimostrazione del prestigio conseguito dal Micheli. Del dipinto, tuttavia, resta solo un disegno preparatorio al Kupferstichkabinett di Berlino perché, probabilmente, andò distrutto nell'incendio del 1577.
Sempre nel 1563 gli furono commissionate cinque tele per la Libreria Marciana, andate perdute; forse facevano parte di questo gruppo un Ritratto di tre procuratori e una Storia di Giove, menzionate rispettivamente dal Ridolfi e dal Boschini.
Un Ritratto di Giovan Battista Negri, andato perduto, è citato nelle Pitture di Anton Francesco Doni e pertanto doveva essere precedente al 1564 quando l'opera fu pubblicata. Fu probabilmente lo stesso Doni a commissionarlo per donarlo al Negri assieme a una copia del libro.
Riporta la data 1565 il contratto con i canonici della cattedrale di Padova con cui si disponeva l'esecuzione dei due dipinti con i Santi Prosdocimo e Giustina e i Santi Antonio e Daniele, collocati nella sacrestia dei canonici dello stesso duomo. Il compenso pattuito era maggiore rispetto a quello di Domenico Campagnola, primo assegnatario dell'opera morto prima di iniziarla.
Nello stesso anno si dovrebbe porre la pala con la Madonna col Bambino e i santi Marco e Daniele per la parrocchiale di Ponte di Brenta, attribuita da Wart Arslan e Loredana Olivato. Alla metà del decennio risale poi il Ritratto di Andrea Dolfin (ubicazione ignota); il soggetto è infatti rappresentato come membro della Compagnia degli Accesi - il cui stemma compare in alto a sinistra - attiva a Venezia tra il 1562 e il 1568.
Una tradizione ormai consolidata gli attribuisce un Ritratto femminile della Galleria di Palazzo Rosso a Genova, databile 1565 circa. Quest'opera mostra una palese vicinanza a Paolo Caliari (richiama la Bella Nani di poco precedente) e potrebbe rappresentare l'inizio del suo indirizzamento verso lo stile veronesiano.
Nel 1568 dipinse il Ritratto di Girolamo Zane (Gallerie dell'Accademia), forse realizzato in concomitanza al Ritratto di Tommaso Contarini (Fondazione Cini); assieme ad altre due tele, furono destinate alla Procuratoria de citra. Sempre del Micheli sarebbe anche un Ritratto di Girolamo Zane con un bambino, di cui si sono perse le tracce.
Sul finire degli anni 1560 avrebbe realizzato la Venere suonatrice di liuto e un amorino, oggi presso il Museo di belle arti di Budapest, della quale esistono numerose copie e varianti. Tuttavia Mina Gregori ne ha proposto l'attribuzione a Simone Peterzano, pur ispirato da un'invenzione del Michieli; a quest'ultimo assegna invece le altre versioni del tema. In realtà, non sembrano esserci elementi sufficienti per sostenere l'una o l'altra ipotesi.
È firmato e datato 1573 l’Autoritratto in adorazione del Cristo morto destinato all'altare di San Giuseppe di Venezia, dove si trova la sua sepoltura. La soluzione compositiva risulta abbastanza inconsueta e si ripresenta anche nell'opera coeva (o di poco precedente) Pio V adorante il Cristo morto (Museo del Prado di Madrid). Il dipinto figura in un inventario dell'Escorial del 1576 e arrivò in Spagna tramite il nunzio apostolico, già vescovo di Padova, Nicolò Ormaneto. Quest'ultimo, forse, fece da mediatore per accreditare il Micheli presso il re di Spagna e in effetti l'artista cercò più volte di entrare nelle grazie di Filippo II per assumere il ruolo che il Tiziano ancora ricopriva presso gli Asburgo. Tentò anche di farsi agente nella vendita in Spagna di una trentina di dipinti appartenuti a un conoscente; tuttavia riuscì a piazzarne solo alcuni e, in ogni caso, non riuscì ad ottenere né la protezione del sovrano, né quella di altri grandi collezionisti del regno.
In quest'ambito si inserisce anche l'Allegoria della nascita di don Ferdinando di Spagna, inviata a Madrid nel 1575 con una lettera esplicativa; questa tela ricalca pienamente i modelli del Veronese, tanto che alcuni la attribuirono al figlio Carletto Caliari. Altre opere del Micheli in Spagna sono le Marie al sepolcro (firmata) e, forse, l’Adorazione dei magi, entrambe al monastero dell'Escorial.
Dal testamento di Alvise Michiel (1577) si viene a sapere che in data imprecisata aveva eseguito un suo Ritratto di cui si sono perse le tracce. Vincenzo Mancini ricorda altresì un Ritratto di senatore, anch'esso di datazione e ubicazione ignota.
Il 17 aprile 1578 stilò il testamento con cui lasciava il suo patrimonio alla governante Angela Brazza. Nello stesso documento è riportata una nota del 22 aprile che ne attesta la scomparsa a Venezia.